# Félines, Ardèche

Félines este o comună în departamentul Ardèche din sud-estul Franței. În 1 ianuarie 2022 avea o populație de 1.874 de locuitori.